# 斉藤一之
斉藤 一之（さいとう かずゆき、1929年7月3日 - 1989年11月9日）は、日本の高校野球の指導者。元千葉県立銚子商業高等学校野球部監督。

## 人物
1929年千葉県佐原市に生まれる。千葉県立佐原中学校(旧制)から中央大学へ進学。
1951年3月に中央大学を卒業後、銚子市立第一中学校教諭となり、同中学校野球部を強豪校に育てあげる。その名采配ぶりを望まれ、地元銚子市民によって千葉県立銚子商業高等学校野球部の監督に推薦されるが、当時、斉藤は中学校教諭免許しか持っていなかったため、法政大学の通信教育部に入学し高等学校教諭免許を取得し、1962年4月に同高校野球部の監督に就任する。
1965年の第47回全国高等学校野球選手権大会にて木樽正明を擁して決勝に進むも、原貢監督（読売巨人軍 ：原辰徳元監督の父）率いる三池工業高等学校に敗れ準優勝。
1974年の第56回全国高等学校野球選手権大会には土屋正勝投手、三塁手で4番打者の篠塚利夫（現 篠塚和典）を擁して念願の全国優勝を果たす。
1976年の第58回全国高等学校野球選手権大会と1977年の第49回選抜高等学校野球大会では長男・俊之との父子鷹で甲子園出場を果たしている。なお、俊之も2001年から2009年まで銚子商業高等学校の監督を務めた。
銚子商業高等学校を春夏併せて11回、甲子園に出場させ、通算成績は23勝10敗（春夏合算）である。
1989年11月9日、肝臓がんのために60歳で病没した。

## 指導した選手
- 木樽正明
- 岩井美樹
- 渡辺進
- 篠塚和典
- 宇野勝
- 土屋正勝
- 尾上旭
- 片平哲也